# Diane Massam
Diane Massam es una lingüista canadiense. Obtuvo su doctorado en 1985 del Instituto de Tecnología de Massachusetts. Actualmente es profesora emérita de lingüística en el Departamento de Lingüística de la Universidad de Toronto.

## Carrera
Massam se especializa en la sintaxis del Niuean, un idioma austronesio que se habla en el país de Niue en el Pacífico Sur. Desarrolló un análisis de un tipo de verbo más sustantivo compuesto llamado incorporación de sustantivo, que abrió una ventana para analizar fenómenos similares en otros idiomas. Su análisis también propuso una nueva forma de entender la relación entre un sujeto y su predicado. Fue oradora principal en la 21ª reunión anual de la Asociación de Lingüística Formal de Austria (AFLA) en 2014.
Es miembro del Consejo Asesor del Canadian Journal of Linguistics, y del Consejo Editorial de la revista Linguistic Inquiry. Fue nombrada vicepresidenta de la Asociación Lingüística Canadiense en 2015.  Al término de su mandato de dos años en el cargo, se desempeñó como Presidenta del CLA de 2017-2019.

## Publicaciones
- Massam, D. 2017. Extra be: The syntax of shared shell-noun constructions in English. Language 93.1: 121-152.
- Massam, D. (Ed.) 2012. Count and Mass Across Languages (Oxford Studies in Theoretical Linguistics 42). Oxford University Press.
- Massam, D., J. Lee and N. Rolle. 2006. "Still a Preposition: The Category of ko," Te Reo: Journal of the Linguistic Society of New Zealand 49:3-38.
- Massam, D., Starks and O. Ikiua. 2006. "On the Edge of Grammar: Discourse Particles in Niuean," Oceanic Linguistics 45.1:191-205.
- Massam D., M. Abdolhosseini and K. Oda. 2002. "Number and Events: Verbal  Reduplication in Niuean"  Oceanic Linguistics 41.2:475-492.
- Massam D. 2001. "Pseudo Noun Incorporation in Niuean", Natural Language and Linguistic Theory 19:1:153-197.
- Massam D. 2000. VSO and VOS: Aspects of Niuean word order," The syntax of verb initial languages.
- Massam D. and W. Sperlich. 2000. "Possession in Niuean"in Steven Fischer, ed. Possessive Markers in Central Pacific Languages: Thematic volume of Language Typology and Universals (Sprachtypologie und Universalienforschung). pp. 281-292.
- Massam, D. 1999. "Thing-is Constructions: The  thing is, is what's the right analysis" English Language and Linguistics 3.2:335-352.
- S. Bejar and D. Massam. 1999. "Multiple Case Checking" Syntax: A Journal of Theoretical, Experimental and Interdisciplinary Research, 2.2:65-79. 1999.
- Massam, D. 1998. "Instrumental aki and the Nature of Niuean Transitivity" Oceanic Linguistics: 37.1:12-28.
- Ghomeshi, J. and D. Massam. 1994, "Lexical/Syntactic Relations Without Projection" Linguistic Analysis 24.3-4:175-217.
- Massam, D. 1985. "Case theory and the projection principle."
- Levin, J. and D. Massam. 1985. "Surface ergativity: Case/theta relations reexamined," Proceedings of NELS.